# 15. hrvaška brigada (NOVJ)
Za druge 15. brigade glejte 15. brigada.
15. hrvaška brigada (srbohrvaško: 15. hrvatska brigada; tudi 15. kordunaška brigada) je bila brigada v sestavi Narodnoosvobodilne vojske in partizanskih odredov Jugoslavije in ki je delovala med drugo svetovno vojno na področju Kraljevine Jugoslavije.

## Zgodovina
Brigada je bila ustanovljena 5. decembra 1942; imela je 3 bataljone in okoli 1.300 borcev.

## Organizacija
- štab
- 3x bataljon